# Kunst im öffentlichen Raum in Langenargen
In der Gemeinde Langenargen sind zahlreiche Skulpturen und Objekte zu sehen.

## Brunnenfigur von Fidelis Bentele
Die Figur auf dem Fischerbrunnen am Rathaus wurde von Fidelis Bentele gestaltet und erinnert an die Fischertradition des Ortes. Das Brunnenbecken gestaltete der Architekt Eugen Hillebrand. Der Brunnen wurde 1978 aufgestellt.

## Porträtbüste Purrmann von Wieland Förster

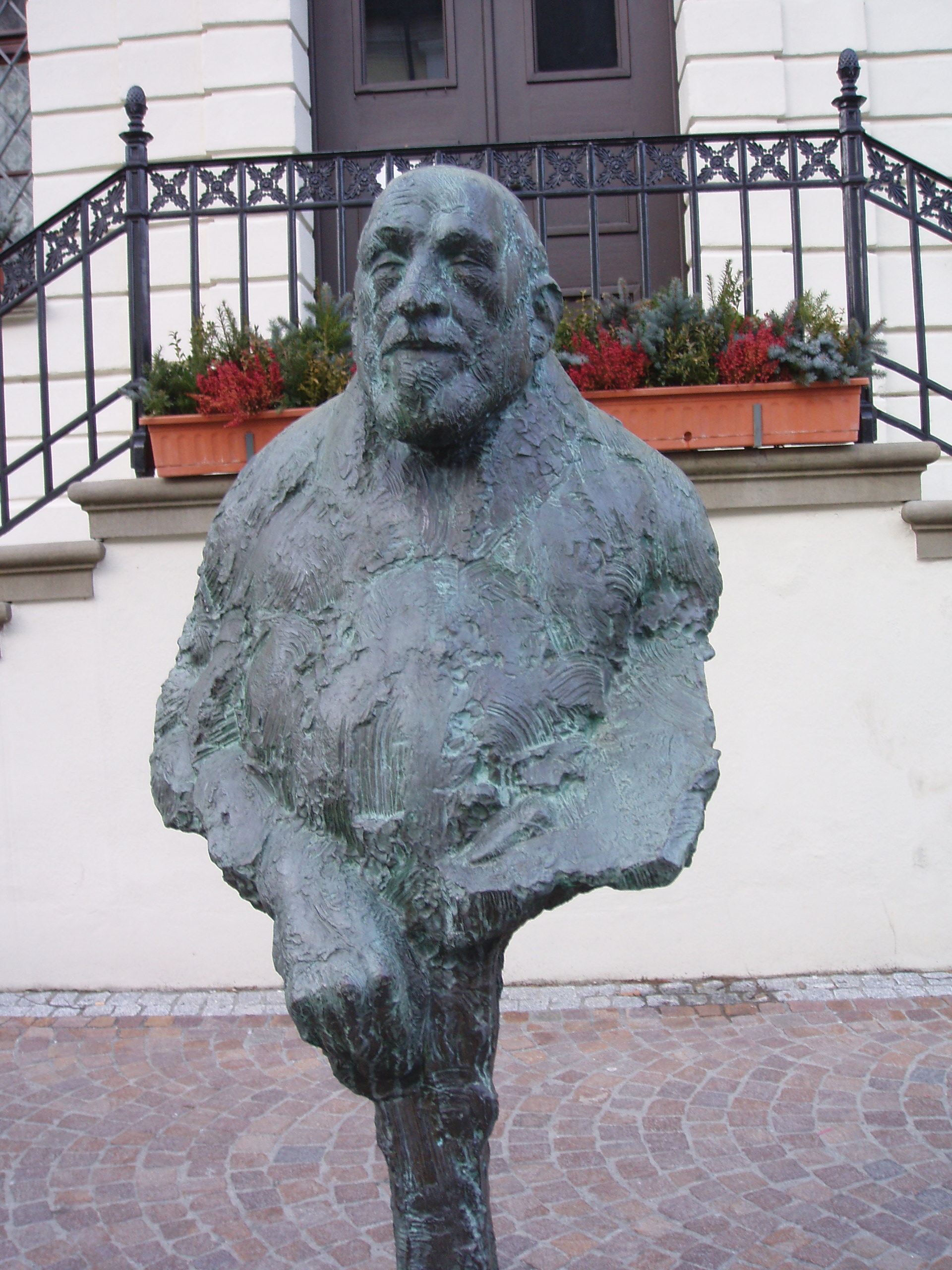
Porträtbüste Hans Purrmann

Wieland Förster schuf die Porträtbüste Hans Purrmann, die an den Spätimpressionisten Purrmann erinnert und auf das Museum im ehemaligen Pfarrhof aufmerksam macht, in dem zahlreiche Werke Purrmanns zu sehen sind.

## Skulpturen von Waldemar Grzimek
- Im Schlosspark von Schloss Montfort befindet sich der Hockende Schwimmer. Das überlebensgroße Bildwerk aus Bronze von Waldemar Grzimek ist eine Dauerleihgabe an die Gemeinde Langenargen.
- Ebenfalls im Schlosspark von Schloss Montfort ist seit 1983 das Bronzebildwerk Im Boot zu sehen.

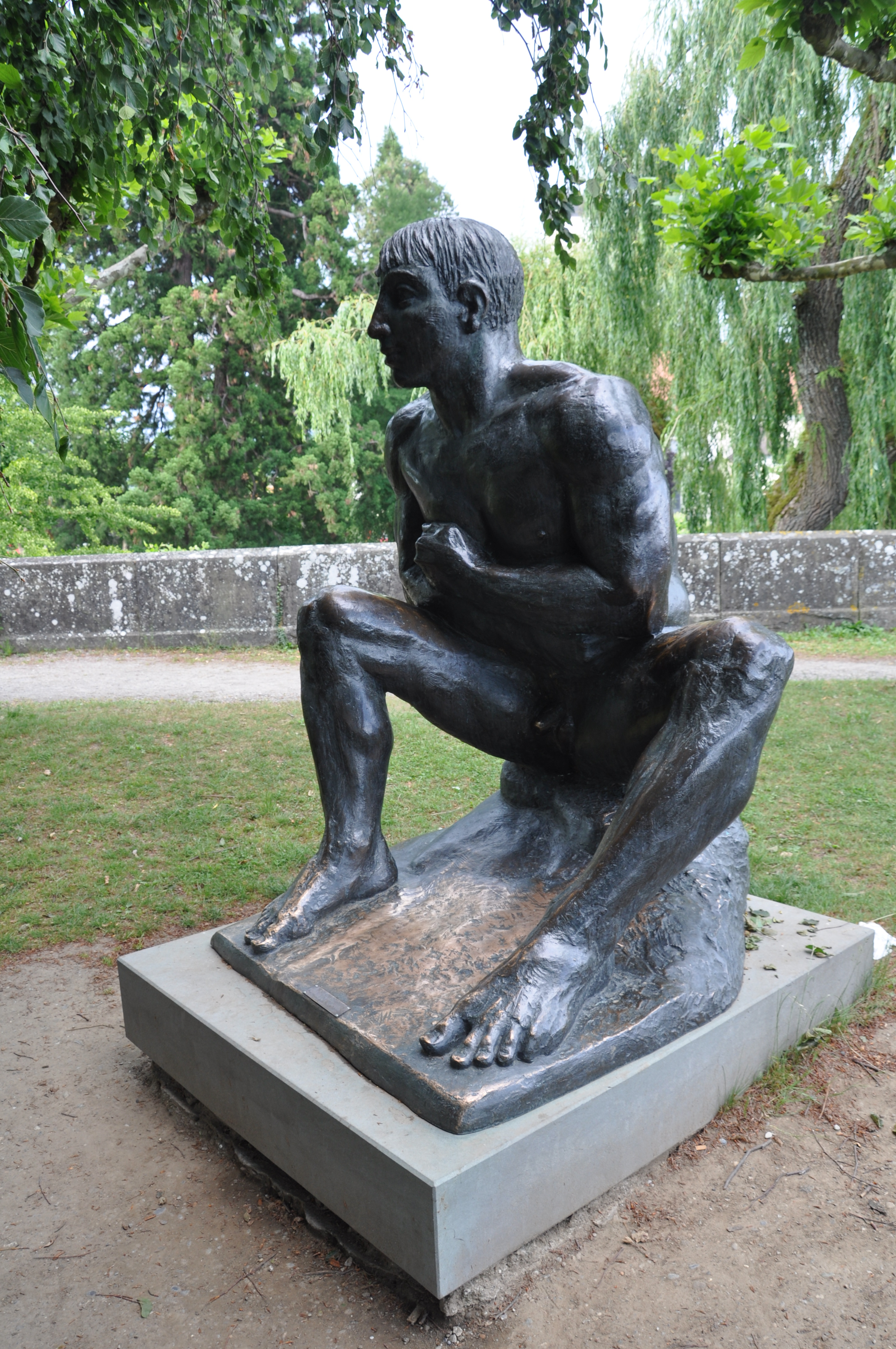
Hockender Schwimmer
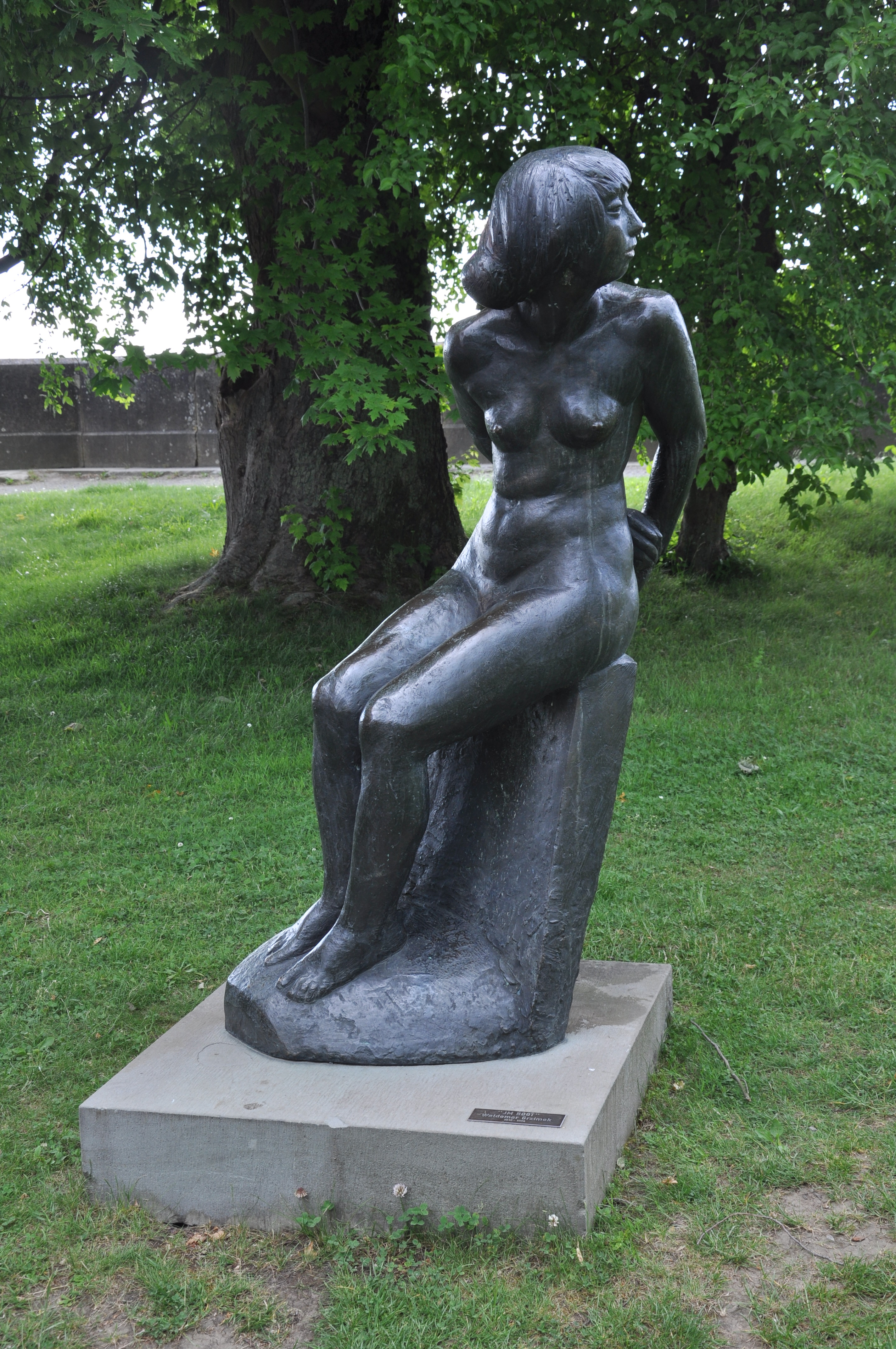
Im Boot

## Objekt von Leonard Lorenz

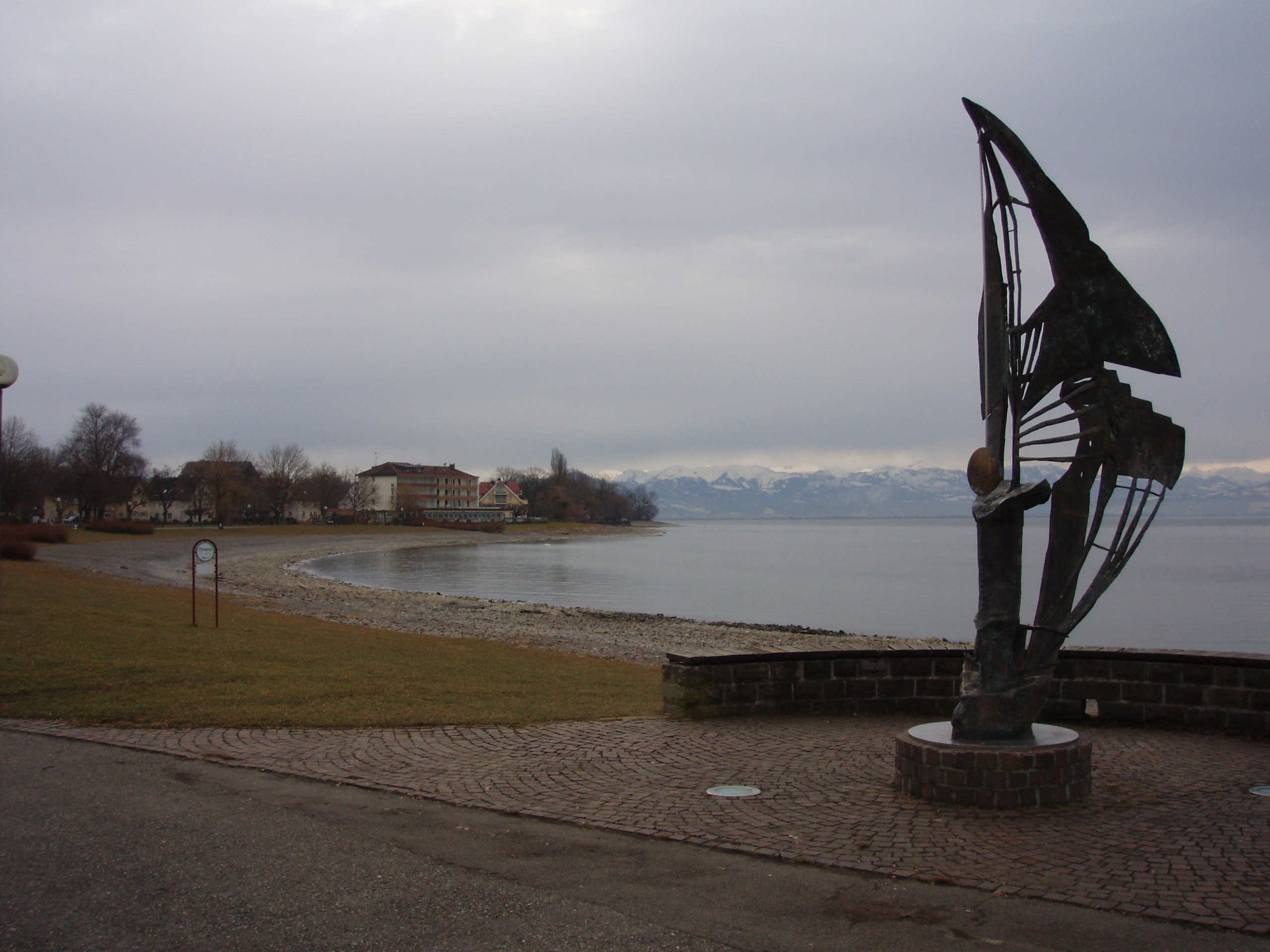
Foucault

- Am Seeufer in Hafennähe steht seit 1995 das Werk Foucault von Leonard Lorenz. Es besitzt ein bewegliches Pendel, das die Beweglichkeit des menschlichen Geistes symbolisieren soll, und passt sich mit seiner Boots- oder Segelform der Umgebung an.

## Skulpturen von Roland Martin

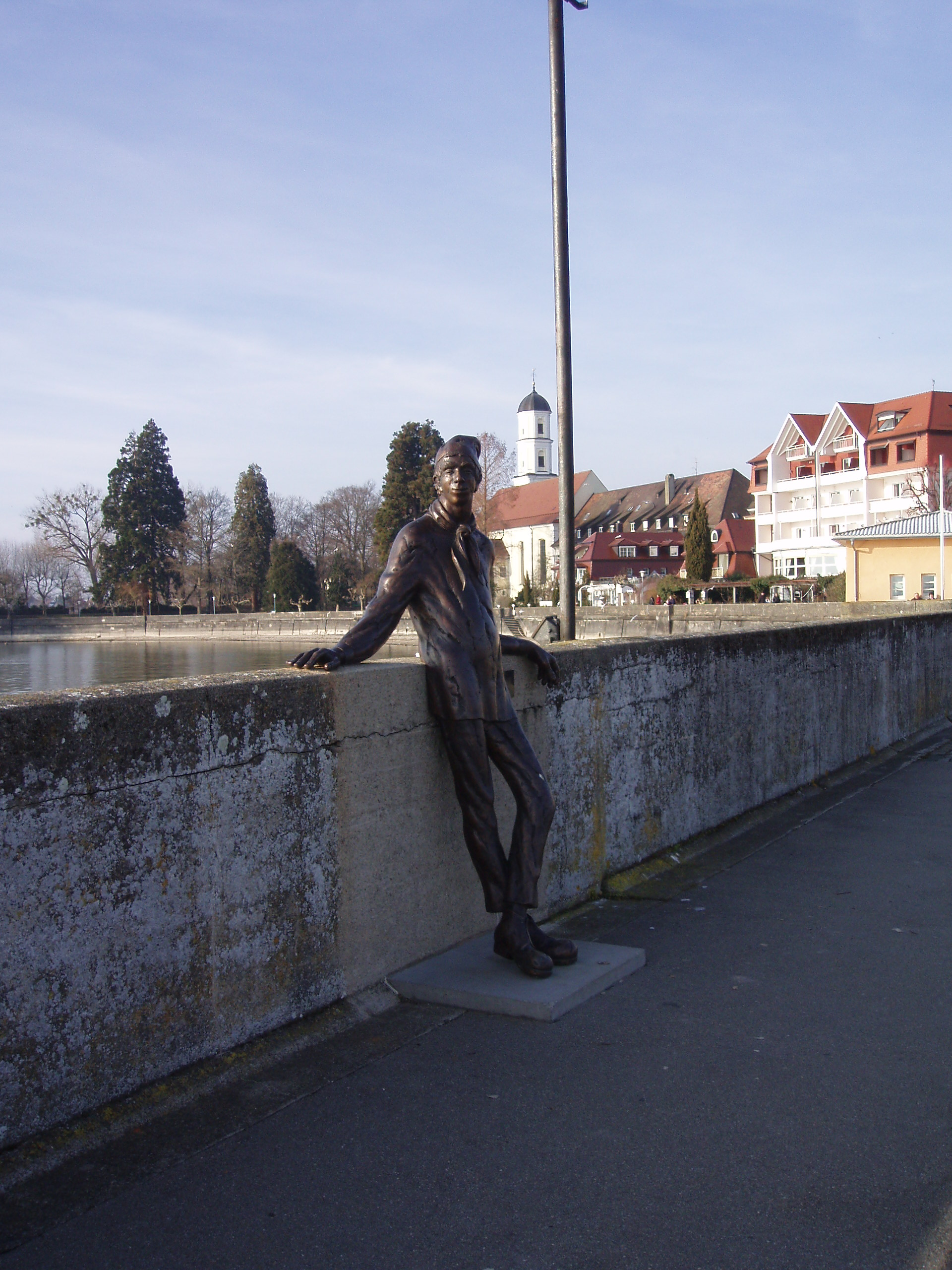
Der Dammglonker
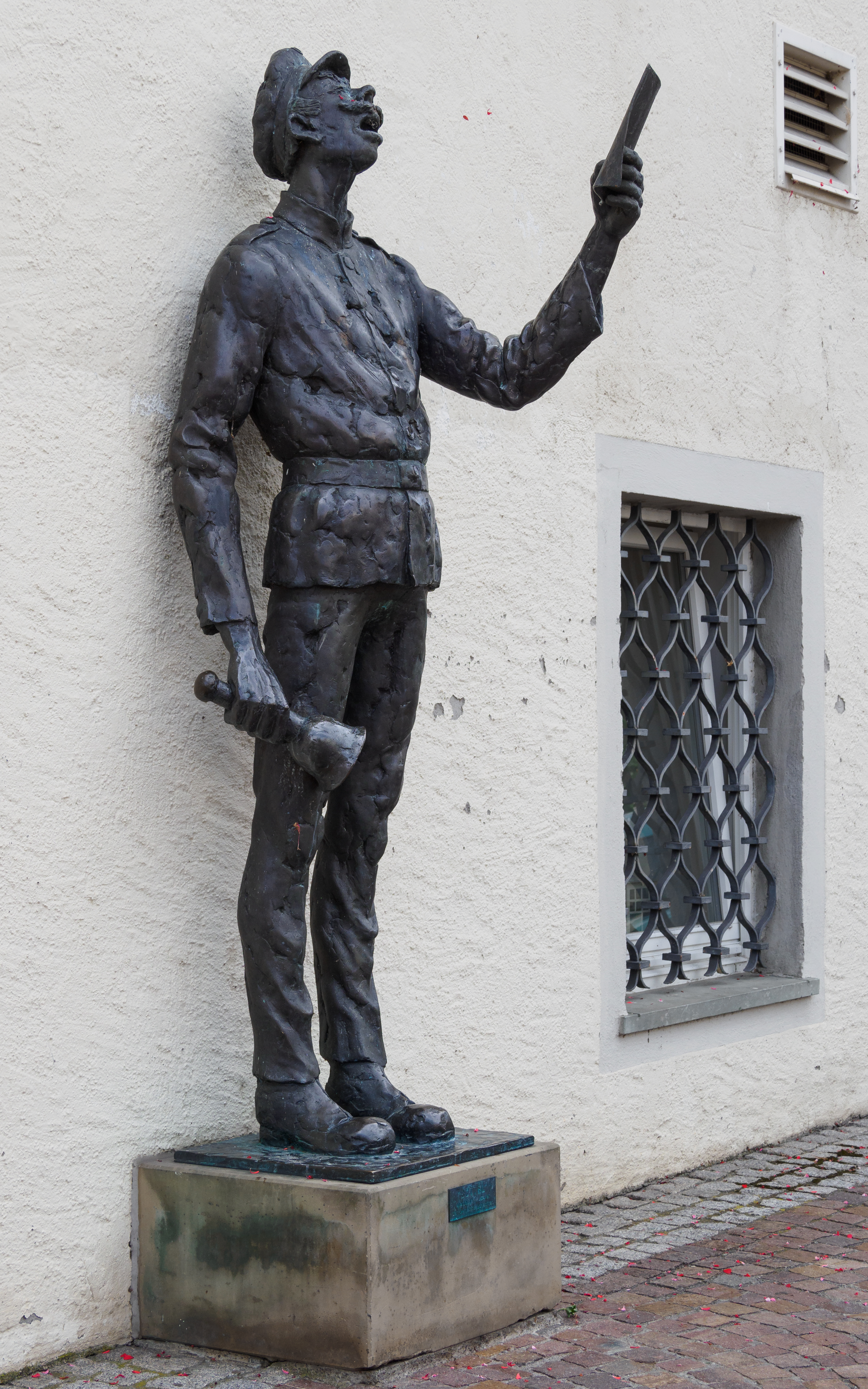
Der "Büttel"

- Seit 1989 steht der Büttel von Roland Martin vor dem Hospital zum Heiligen Geist und damit an der Stelle, an der früher der Büttel tatsächlich die Neuigkeiten verkündete. Das Kunstwerk erinnert an den letzten Langenargener Büttel, den Schelle-Wengert. Georg Wengert hatte die Funktion des Büttels bis in die 1960er Jahre inne.
- An der Mauer zum Gondelhafen, dem letzten Bodenseehafen, der noch in der um 1900 gebräuchlichen Form erhalten ist, lehnt seit 2006 der Dammglonker. Dammglonker waren Knechte, die die Salz- und Getreidelädinen zu beladen hatten; glonken bezeichnet eine sehr gemächliche Fortbewegungsart.

## Skulptur von Esther Seidel

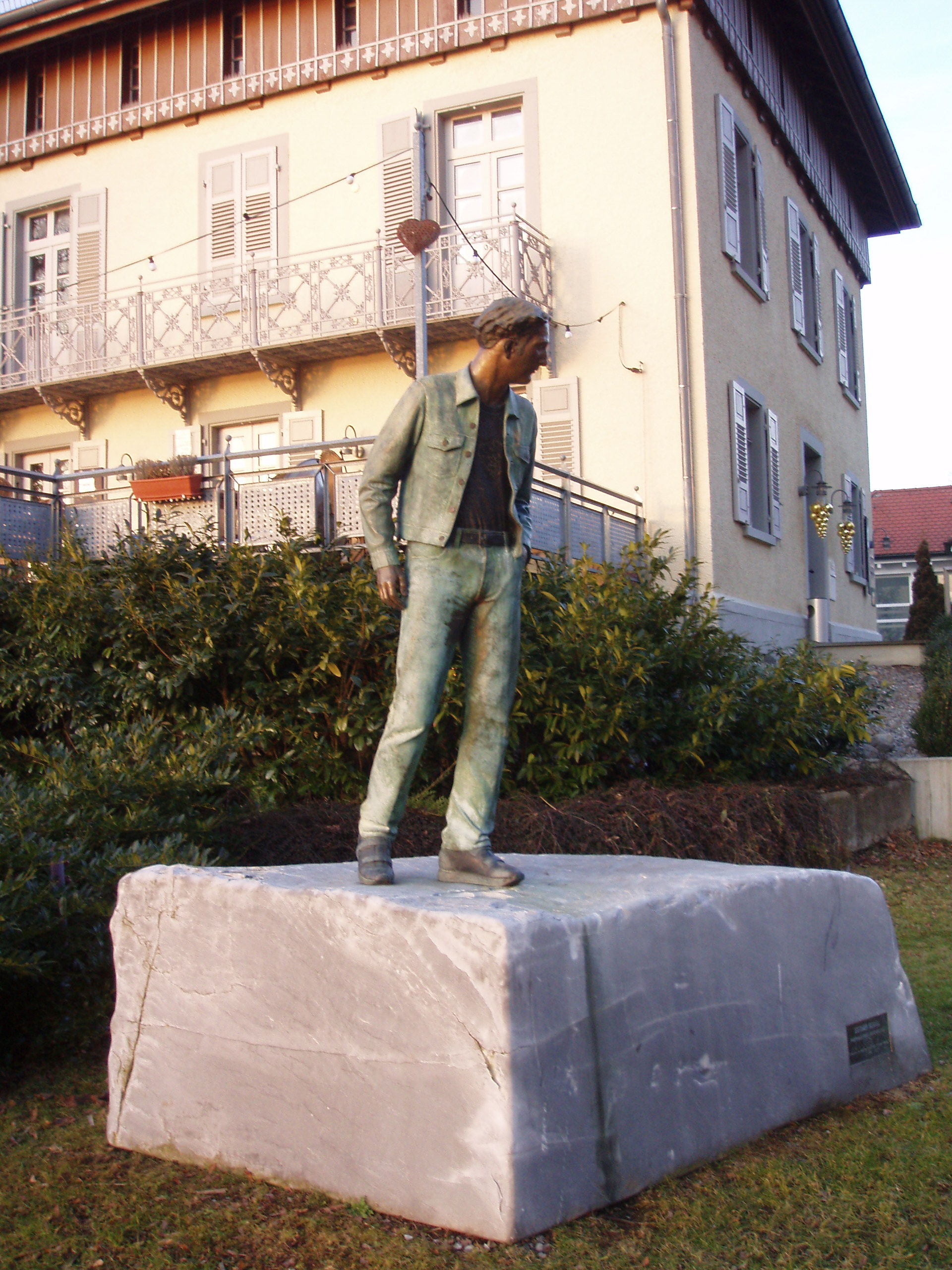
Innerhalb eines Augenblicks...

- Esther Seidel schuf im Jahr 2000 das Bildwerk Innerhalb eines Augenblicks... aus farbig patinierter Bronze. Es steht auf einem Steinsockel auf der Seeseite des Kavaliershauses. In den Sockel ist eine Treppe integriert, die Betrachter animieren soll, auf den Sockel zu steigen und ihren eigenen Blickwinkel auf Langenargen zu verändern.

## Objekt von Mirko Siakkou-Flodin und anderen

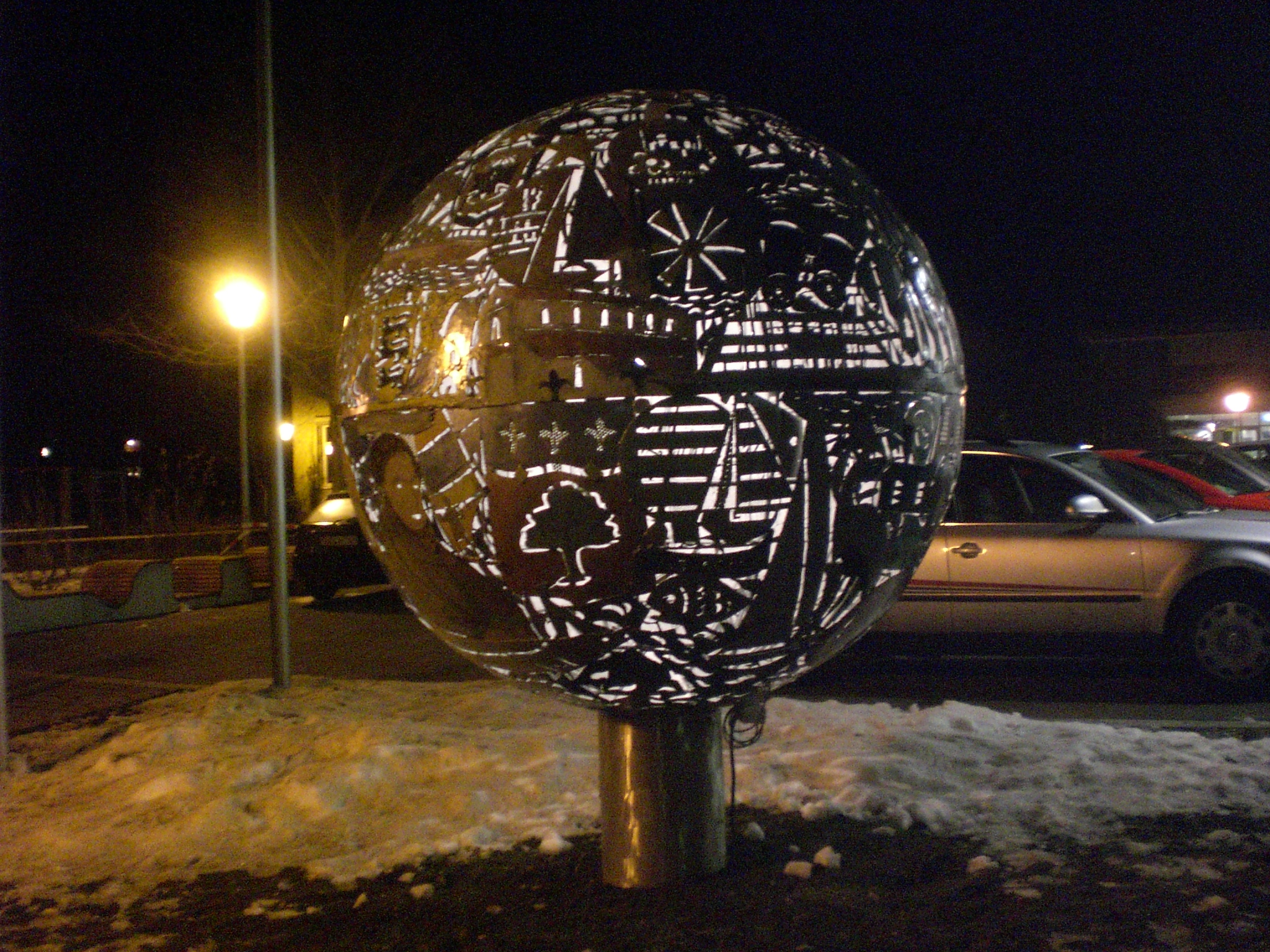
Mirko Siakkou-Flodin u. a.: Langenargen gestern und heute

2008 gestaltete Mirko Siakkou-Flodin zusammen mit Schülern der Franz-Anton-Maulbertsch-Schule eine Stahlkugel, die Bilder aus der Geschichte des Ortes zeigt. Das Kunstwerk ist vor der Turn- und Festhalle zu sehen und trägt den Namen Langenargen gestern und heute.

## Münzhof-Plastik von Waltraud Späth
Die Münzhof-Plastik von Waltraud Späth aus Granit, Stahl und Bronze steht auf dem Münzhof-Vorplatz und erinnert an die Zeit, in der hier noch Münzen geprägt wurden. Das Kunstwerk von 1992 nimmt das Bibelmotiv des Nadelörs auf und will damit die Schwierigkeit der Vereinigung von Gegensätzen wie Reich und Arm, Gut und Böse etc. verdeutlichen.

## Brunnen von Patrick Steiner
Patrick Steiner schuf 1999 einen Brunnen aus Natursteinen im Baugebiet Gräbenen V.

## Baumsteigerfrosch von Annette Weber
Auf einer Bank am Bodenseewanderweg befindet sich Annette Webers Baumsteigerfrosch Patty aus bunter Keramik. Dieser Frosch gehört zu einer Reihe von Trinkwasserskulpturen, die unter der Schirmherrschaft von Annette Schavan rings um den Bodensee aufgestellt wurden. Die Langenargener Skulptur war das erste Werk dieser Reihe.

## Weitere Objekte

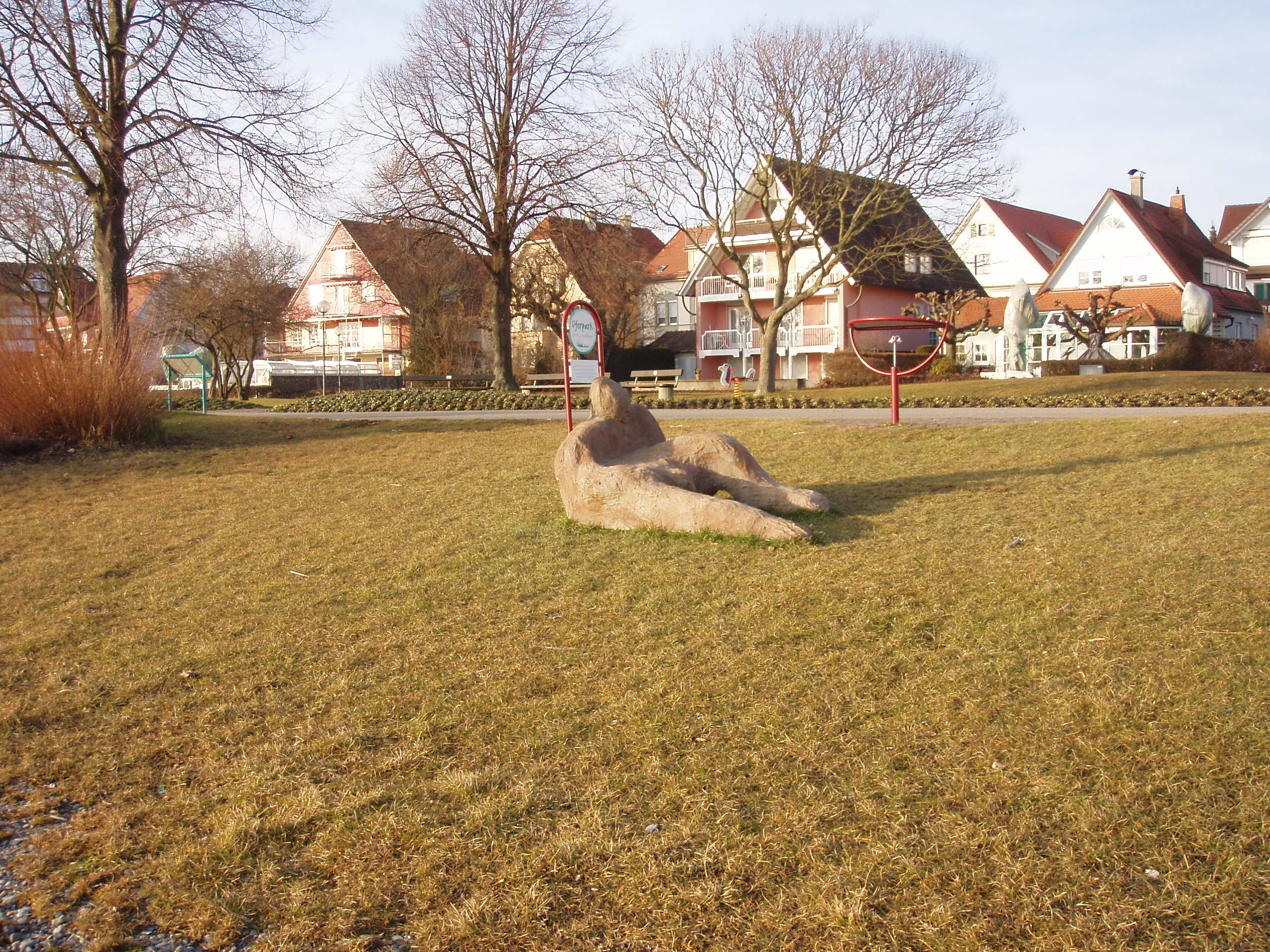
Liegende Figur

In Hafennähe ist eine halb liegende, halb sitzende menschliche Gestalt zu finden, die auch als Sitzgelegenheit verwendet werden kann.